# Maria Wellershoff

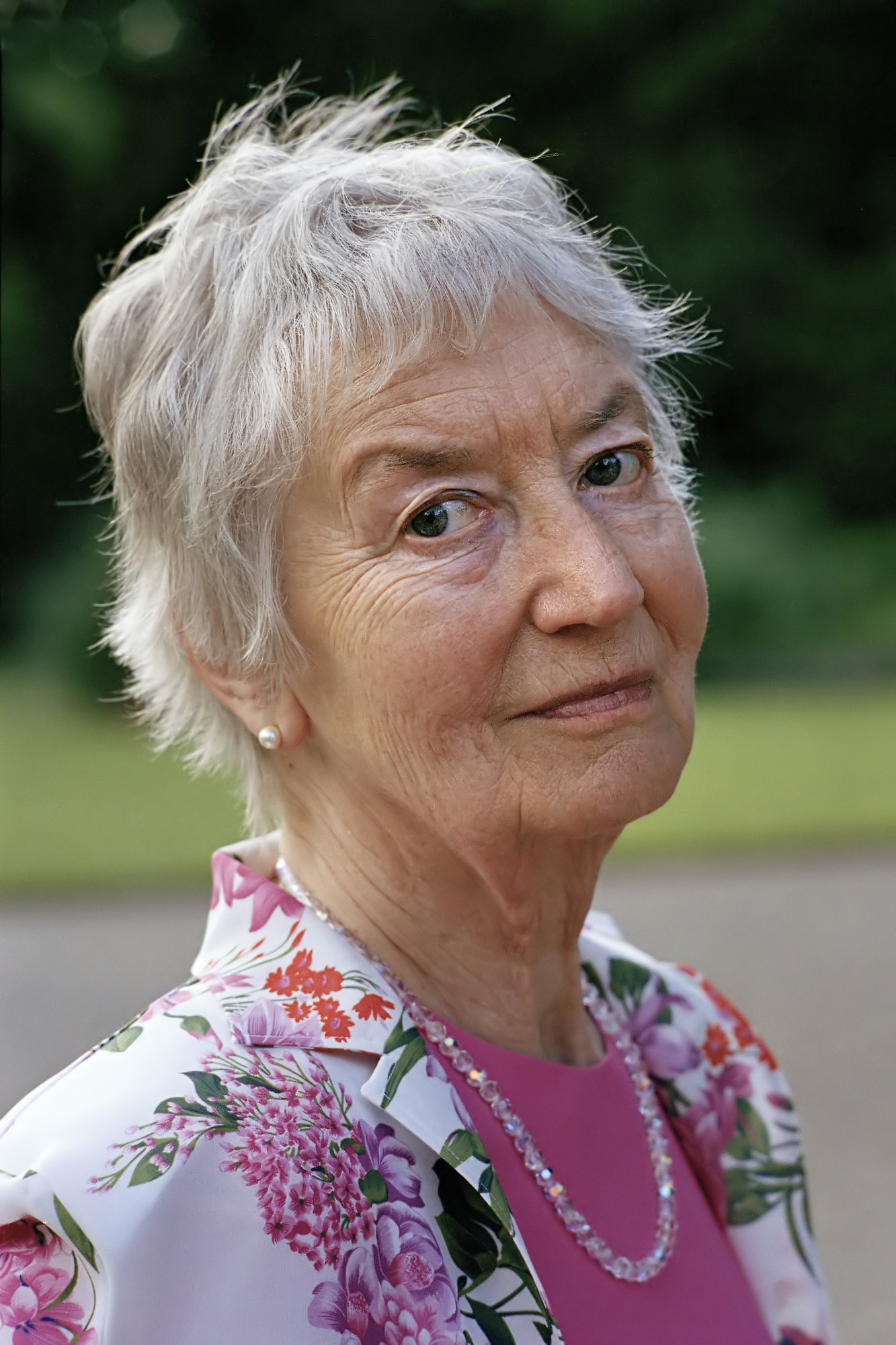
Maria Wellershoff 2002

Maria Wellershoff, geborene von Thadden (* 26. Oktober 1922 in Trieglaff, Pommern; † 30. März 2021), war eine deutsche Autorin, Lektorin und Kunsthistorikerin.

## Leben
Sie studierte Kunstgeschichte, Archäologie und Geschichte und wurde 1951 an der
Rheinischen Friedrich-Wilhelms-Universität Bonn mit der Dissertation Die Ikonographie der Caritas in der Kunst des Mittelalters promoviert. Sie war ab 1958 zusammen mit ihrem Mann Herausgeberin der gesammelten Werke Gottfried Benns und arbeitete u. a. für das Römisch-Germanische Museum in Köln. In ihrem 2010 erschienenen autobiographischen Buch Von Ort zu Ort. Eine Jugend in Pommern schilderte sie ihr Aufwachsen auf den pommerschen Gütern Trieglaff und Vahnerow, die Zeit des Nationalsozialismus, die sie in Freiburg, Leipzig und Prag erlebte, und den Anfang im Nachkriegs-Deutschland.

## Familie
Ihre Eltern waren der königlich-preußische Verwaltungsjurist Adolf Gerhard Ludwig von Thadden (1858–1932) und dessen zweite Ehefrau, die Lehrerin Anna Barbara Blank (1895–1972). Ein Bruder war der rechtsextreme Bundestags- und niedersächsische Landtagsabgeordnete Adolf von Thadden (1921–1996). Ein Halbbruder, Reinold von Thadden  (1891–1976), war Gründer des Deutschen Evangelischen Kirchentages. Ihre Halbschwester Elisabeth von Thadden wurde als Widerstandskämpferin gegen das NS-Regime in Berlin-Plötzensee hingerichtet (1890–1944).
Maria Wellershoff war bis zu seinem Tod im Juni 2018 mit dem Schriftsteller Dieter Wellershoff verheiratet. Ihre aus dieser Ehe stammenden Töchter Irene (* 1954) und Marianne Wellershoff (* 1963) sind ebenfalls als Autorinnen tätig; der Sohn Gerald Wellershoff ist Arzt.
Maria Wellershoff starb 2021 im Alter von 98 Jahren. Sie wurde in der Grabstätte ihres Ehemanns auf dem Kölner Melaten-Friedhof beigesetzt.

## Werke
- Die Ikonographie der Caritas in der Kunst des Mittelalters, Bonn, 1951 (als Maria von Thadden) (Phil. Diss.)
- Römisch-Germanisches Museum der Stadt Köln, Kölner Römer-Illustrierte, Jg. 1974, Nr. 1 (Katalog)
- Von Ort zu Ort: Eine Jugend in Pommern, Köln: Du Mont, 2010, ISBN 978-3-8321-9530-4.

## Einzelbelege
1. ↑  Traueranzeige, abgerufen am 9. April 2021
2. ↑  Belegexemplar DNB 480831521 bei der Deutschen Nationalbibliothek.
3. ↑  dumont-Buchverlag: Maria Wellershoff abgerufen am 13. April 2021
4. ↑  Maria Wellershoff in der Datenbank Find a Grave, abgerufen am 10. Oktober 2021.

| Personendaten    | Personendaten                    |
| ---------------- | -------------------------------- |
| NAME             | Wellershoff, Maria               |
| ALTERNATIVNAMEN  | Thadden, Maria von (Geburtsname) |
| KURZBESCHREIBUNG | deutsche Autorin                 |
| GEBURTSDATUM     | 26. Oktober 1922                 |
| GEBURTSORT       | Trieglaff, Pommern               |
| STERBEDATUM      | 30. März 2021                    |